# Prix Ténor de Baune - Amérique Races Qualif 4
Groupe I
Le Prix Ténor de Baune - Amérique Races Qualif 4 est une course hippique de trot attelé se déroulant au mois de décembre sur l'hippodrome de Vincennes.
C'est une course internationale de Groupe I, créée en 2008, réservée aux chevaux de 5 ans, hongres exclus, ayant gagné au moins 45 000 €. L'épreuve portait le label Groupe II jusqu'en 2021.
Elle se court sur la distance de 2 700 mètres (grande piste), départ volté, et l'allocation s'élève à 240 000 €, dont 108 000 € pour le vainqueur (conditions 2024).
Pour chaque génération, elle est la dernière course de Groupe I qui lui est réservée sur cet hippodrome.
Par ailleurs, elle permet au vainqueur d'être prioritairement qualifié pour le Prix d'Amérique Legend Race qui se court le mois suivant ainsi que pour le Prix de France Speed Race mi février et le Prix de Paris Marathon Race fin février.
Depuis 2020, cette course fait partie des Amérique Races, neuf rencontres composées de six épreuves qualificatives (Prix de Bretagne Qualif 1, Prix du Bourbonnais Qualif 2, Critérium continental Qualif 3, Prix de Bourgogne Qualif 5 et Prix de Belgique Qualif 6) puis de trois courses au sommet : « la Legend Race », la « Speed Race » et la « Marathon Race ». En 2023, la compétition a été renommée Amérique Races PMU, et la course s'intitule Prix Ténor de Baune - Amérique Races PMU Q#4.
La course porte le nom de Ténor de Baune, cheval ayant marqué l'histoire du Prix d'Amérique par le fait de l'avoir gagné en s'y présentant invaincu.

## Palmarès
| Année | Vainqueur         | Pays    | Père               | Driver              | Entraîneur              | Réd.km  |
| ----- | ----------------- | ------- | ------------------ | ------------------- | ----------------------- | ------- |
| 2024  | Just Love You     | France  | Love You           | Alexandre Abrivard  | Laurent-Claude Abrivard | 1'12"1  |
| 2023  | Idao de Tillard   | France  | Sévérino           | Clément Duvaldestin | Thierry Duvaldestin     | 1'11"4  |
| 2022  | Horsy Dream       | France  | Scipion du Goutier | Éric Raffin         | Pierre Belloche         | 1'12"2  |
| 2021  | Galius            | France  | Love You           | Yoann Lebourgeois   | Séverine Raimond        | 1'12"5  |
| 2020  | Féerie Wood       | France  | Rockfeller Center  | Alexandre Abrivard  | Laurent-Claude Abrivard | 1'12''8 |
| 2019  | Excellent         | France  | Real de Lou        | Alexandre Abrivard  | Laurent-Claude Abrivard | 1'11"6  |
| 2018  | Looking Superb    | Norvège | Orlando Vici       | Jean-Michel Bazire  | Jean-Michel Bazire      | 1'13"3  |
| 2017  | Readly Express    | Suède   | Ready Cash         | Björn Goop          | Timo Nurmos             | 1'12"9  |
| 2016  | Bélina Josselyn   | France  | Love You           | Jean-Michel Bazire  | Jean-Michel Bazire      | 1'13"2  |
| 2015  | Lionel            | Norvège | Look de Star       | Franck Nivard       | Fabrice Souloy          | 1'14"   |
| 2015  | Vulcain de Vandel | France  | Jag de Bellouet    | Franck Nivard       | Franck Nivard           | 1'14"1  |
| 2014  | Up and Quick      | France  | Buvetier d'Aunou   | Jean-Michel Bazire  | Franck Leblanc          | 1'13"3  |
| 2013  | Raja Mirchi       | Suède   | Viking Kronos      | Lutfi Kolgjini      | Lutfi Kolgjini          | 1'12"8  |
| 2012  | Sévérino          | France  | Gobernador         | Christian Bigeon    | Christian Bigeon        | 1'12"9  |
| 2011  | Lana del Rio      | Italie  | Varenne            | Santo Mollo         | Santo Mollo             | 1'13"1  |
| 2010  | Qwerty            | France  | Quadrophenio       | Pierre Levesque     | Pierre Levesque         | 1'12"8  |
| 2009  | Paris Haufor      | France  | Vivier de Montfort | Christian Bigeon    | Christian Bigeon        | 1'14"   |
| 2008  | Orla Fun          | France  | Fleuron Perrine    | Loïc Guinoiseau     | Jean-Baptiste Bossuet   | 1'14"3  |

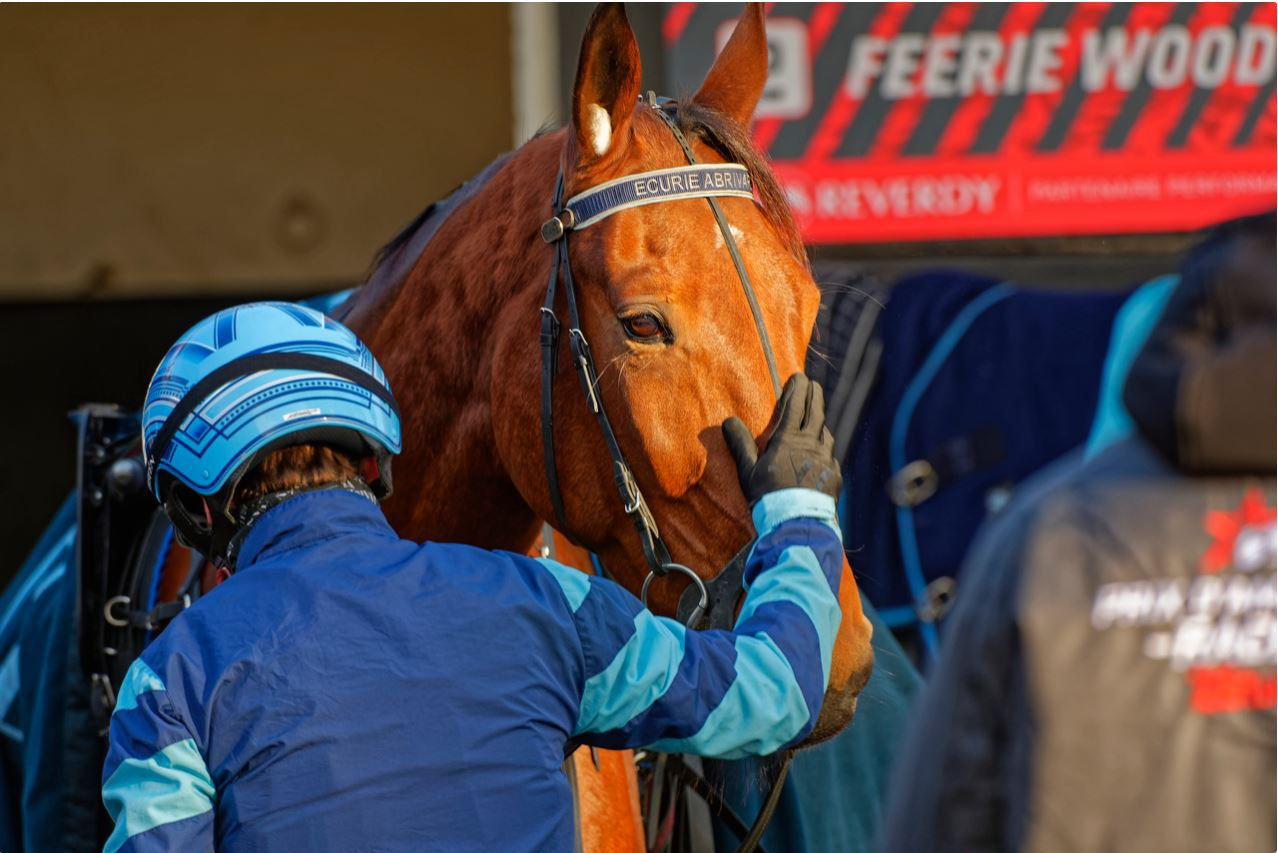
Féerie Wood et Alexandre Abrivard, vainqueurs de l'édition 2020.